# Kongói hangyászrigó
A kongói hangyászrigó (Myrmecocichla tholloni)  a madarak osztályának verébalakúak (Passeriformes) rendjébe és a légykapófélék (Muscicapidae) családjába tartozó faj.

## Rendszerezése
A fajt Émile Oustalet francia zoológus írta le 1886-ban, a Saxicola nembe Saxicola Tholloni néven.

## Előfordulása
Afrikában, Angola, Gabon, a Kongói Demokratikus Köztársaság, a Kongói Köztársaság és a Közép-afrikai Köztársaság területén honos.
Természetes élőhelyei a szubtrópusi vagy trópusi füves puszták, lápok és mocsarak. Állandó, nem vonuló faj.

## Megjelenése
Testhossza 19 centiméter.

## Természetvédelmi helyzete
Az elterjedési területe nagyon nagy, egyedszáma pedig stabil. A Természetvédelmi Világszövetség Vörös listáján nem fenyegetett faj szerepel.